# Llangunnor
Llangunnor är en ort och community i Storbritannien.   Den ligger i kommunen Carmarthenshire och riksdelen Wales, i den södra delen av landet, 290 km väster om huvudstaden London.
Den västra delen av Llangunnor community utgör en del av tätorten Carmarthen. 